# Aleksander Rjabov
Aleksander Rjabov (* 28. August 1928 in Tallinn; † 27. August 2005) war ein estnischer Dirigent und Klarinettist.

## Leben und Musik
Aleksander Rjabov schloss 1956 sein Studium im Fach Klarinette im Staatlichen Tallinner Konservatorium bei Juhan Kaljaspoolik ab. Von 1956 bis 1975 war Rjabov Klarinettist beim Symphonieorchester des Estnischen Radios, dem späteren Staatlichen Symphonieorchester Estlands (estnisch Eesti Riiklik Sümfooniaorkester). 1956 gründete er das Orchester für Unterhaltungsmusik beim estnischen Rundfunk.
Von 1974 bis 2001 unterrichtete Rjabov Musik in Tallinn und war vermehrt als Dirigent tätig. Er leitete zahlreiche Musikensembles und Big Bands.
Die Jazzkarriere Rjabovs begann in den 1950er Jahren. Er war Mitbegründer der Formation „Swing Club“, die von den sowjetischen Behörden geduldet wurde. Anfang der 1960er Jahre brachte er von Erfahrungen in Finnland den Bossa Nova nach Estland. Musikalische Partner waren insbesondere Uno Loop und Marju Kuut. 1976 gründete Rjabov die Band „Synthesis“, die sich sowohl der klassischen als auch der Jazzmusik verschrieb.
Rjabov blieb bis zu seinem Tod einer der bekanntesten estnischen Jazzinterpreten. Er starb einen Tag vor seinem 77. Geburtstag.

## Alben (Auswahl)
- All of me (1998)
- Mõtlen sinule (1999)
- Palus pohli punetab (2003)
- Phoenix (2003)
- Lucky To Be Me (2003)
- Tütarlaps teel (2004)

## Auszeichnungen
1989 wurde Aleksander Rjabov der Titel eines „Verdienten Künstlers der Estnischen SSR“ verliehen.